# ネバーランドにさよならを
『ネバーランドにさよならを』(原題:Leaving Neverland) は、イギリスの監督ダン・リードによる2019年のドキュメンタリー映画。子供時代に歌手マイケル・ジャクソンに性的虐待を受けたと主張するウェイド・ロブソン(英語版)とジェイムズ・セーフチャック、およびその家族に焦点が当てられている。 
映画はイギリスの放送局Channel 4とアメリカ合衆国の衛星放送局HBOによる共同制作。2019年1月25日のサンダンス映画祭で初公開され、同年3月にHBOでも放送された。内容の真偽に対する疑問も大きく、視聴者の反応は様々であった 。 
なお、1988年から1992年の間にセーフチャックが虐待されたと主張する場所のひとつであるネバーランド内の駅舎は1994年まで存在していなかったことが判明するなど、証言に複数の嘘が発覚したことから、公開後に映像が45分間カットされた。  。

## 概要
1993年、当時13歳のジョーダン・チャンドラーがジャクソンから性的虐待を受けたとして、その家族がジャクソンに対する民事訴訟を起こした。ジャクソンは疑いを否定し、約1500万ドルの和解金を原告側に支払うことで示談が成立 。 また、チャンドラーの訴訟が継続するなか、7歳から10歳の間にジャクソンに性的虐待を受けたとするジェイソン・フランシアが同じく民事訴訟を起こし、ジャクソンはこれを200万ドルの和解金を支払うことで示談とした。 
いずれの示談書においても秘密保持契約が結ばれたが、原告は引き続き刑事裁判で供述する権利を有していた。しかし、彼らが警察による捜査に協力することはなく、警察側による独自の捜査でも十分な証拠が見つからなかったため、ジャクソンが起訴されることはなかった。(詳しくはマイケル・ジャクソンの1993年の性的虐待疑惑を参照)
2003年に放送されたドキュメンタリー番組『マイケル・ジャクソンの真実』によって再び疑惑が浮上した。2005年、ジャクソンは児童性的虐待の疑いで刑事告訴された。番組ではジャクソンと子供たちとの不適切な関係がセンセーショナルに取り上げられたが、のちの裁判で番組制作側の不適切な編集が明らかになった。ジャクソンには10件の容疑全てにおいて無罪判決が下った。(詳しくはマイケル・ジャクソン裁判を参照)
2013年、振付師のウェイド・ロブソンは7歳のときから7年間にわたりジャクソンから性的虐待を受けたとして、マイケル・ジャクソン遺産管理財団に対して2つの民事訴訟を起こす 。テレビ出演しインタビューを受けているロブソンを観たジェイムズ・セーフチャックは、自身も10歳から4年間の間に性的虐待を受けたとして、2014年に同様の民事訴訟を起こした 。両者はいずれも1993年の捜査でジャクソンを擁護しており、ロブソンにおいては2005年の裁判時に被告側の第一証人としてジャクソンとの不適切な関係を明確に否定していた 。2015年、ジャクソンの遺産に対するロブソンの訴訟は、遅すぎる訴訟で却下された。また、 2017年には、生前ジャクソンが所有していた企業は、ジャクソンが主張した過去の訴訟について説明責任を負うことができないとの判決が下されているが、一部の訴訟は上告手続き中である 。 
本作は、ロブソンおよびセーフチャックと個々の家族の証言によって構成されている。ジャクソンと家族が知り合った経緯や、ジャクソンの存在が家族関係に及ぼした影響、ジャクソンとマスターベーションやオーラルセックス等の性的行為に及ぶ様子が本人たちにより詳細に描写される。こうした性的虐待はジャクソンの邸宅ネバーランドや彼の別荘で行われたとされている。 
監督のダン・リードは、この映画は『信頼できる友人のふりをした小児性愛者によって20年にわたり精神支配されてきた二組の一般的な家族を通して語られる、児童性的虐待における心理状態の典型』であると述べている。

## 制作
ドキュメンタリーはChannel 4の編集者らによって考案され、その後HBOも制作に加わった 。リードは、4時間という作品構成について『物語の複雑さを十分理解可能なものにするために』必要だと感じ、ジャクソンの行動や動機について語るための映画ではない、と語っている。 
ロブソンとセーフチャックおよび家族へのインタビューはそれぞれ個別に行われた。2017年2月、監督ダン・リードはロブソンとのインタビューをおこなうためハワイへ向かい、二日間にわたり撮影が行われた。同じ週にリードはロサンゼルスへ向かいセーフチャックとのインタビューを2日間撮影 。ロブソンとセーフチャックは本作への出演で金銭的報酬を受け取っていないとリードは説明している。 
撮影後、リードはロンドンに戻り主張の裏付けを始め、2017年11月に再びロサンゼルスにもどり家族のインタビューを撮影した。またセーフチャックにジャクソンが買い与えたとする指輪について語るシーンは2018年7月に撮影された。 なお、1993年や2005年の訴訟時に捜査に関わった刑事や検事と撮影した映像は本作には必要ではないと判断したとリードは述べている。 
また、リードは1993年の告発者ジョーダン・チャンドラーに連絡を試みたがかなわなかったとしつつ、チャンドラーとギャヴィン・アルヴィーゾの物語を基にした2作目のドキュメンタリー制作の可能性も示唆した。また、これまでジャクソンによる性的虐待を否定してきたマコーレー・カルキンとブレット・バーンズには連絡を取っていない(バーンズは自身の名前および映像が作中で無断使用されていることに抗議している。

## 公開
本作は2019年1月25日にサンダンス映画祭で初公開され、同年3月にはアメリカ合衆国のHBOとイギリスのChannel 4で放映された。Channel 4では、同社のストリーミングサービスで最もダウンロードされた作品となり、アメリカでは前編は約129万人、後編は約92万人が視聴した。   
アメリカでは後日、オプラ・ウィンフリーが司会を務める特別番組『Oprah Winfrey Presents: After Neverland 』が放映され、リード、ロブソンおよびセーフチャックがインタビューを受けた。この特別番組は、178万人の視聴者が視聴し、後にHBOのオンラインサービスでも配信された。 
日本では2019年6月7日にNetflixで2話に分割したテレビ番組として配信された。   

## 反応

### ジャクソン側の反応
2019年1月、ジャクソンの遺産管理財団はプレス・リリースを発表し、『彼らは独立した証拠も、その主張を裏付けるものも、なにひとつ提示していない』として本作を強く非難した。同年2月、遺産管理財団はHBOに対して100万ドルの賠償を要求する訴訟を提起し、本作の放送を巡って裁判所による仲裁を求めた。その主張は1992年にHBOがジャクソンのコンサート映画『ライブ・イン・ブカレスト』を放送した際に合意した「今後ジャクソンのイメージを損なう行為を行わない」という契約に違反しているというものであった(現在アメリカ合衆国の法において故人に対する名誉毀損を直接訴えることは不可能である)。HBOは2019年3月3日に映画の前編、翌日2日に後編を予定通り放送した。これを受けて遺産管理財団は『ライブ・イン・ブカレスト』と『ライブ・アット・ウェンブリー』の映像を各放送日に合わせてYouTubeに投稿した。 
また、ジャクソンの支持者による抗議活動も行われた。サンダンス映画祭での放映禁止を訴える署名活動にはじまり、Channel 4の社屋外での抗議活動、『真実は嘘をつかない。人々がつくのだ(Facts don’t lie. People do.)』というスローガンを掲げたキャンペーンがジャクソンのファンによってオンラインや世界各地で行われた。サンダンス映画祭でのプレミア上映で、ロブソンとセーフチャックはジャクソンのファンから脅迫状を受け取ったと語った。 

### 関係者の反論
ジャクソンと子供時代に友好関係を築き、ロブソン同様に2005年の裁判で証人となったブレット・バーンズは、自身の名前や映像が本作で無断に使用されていることに対し激しく抗議した。2019年2月26日、バーンズの代理人は「作品はバーンズが実際にジャクソンから性的虐待を受けており、現実から目を逸らしているだけという間違った印象を視聴者に与える」としてHBOに該当部分の削除を要請したが、制作側はこれを受け入れなかった。    
ジャクソンの姪である写真家ブランディ・ジャクソン(ジャッキー・ジャクソンの娘)はロブソンと7年以上交際関係にあった（ロブソンが性的虐待を受けていたとされる期間を含む）。マイケル・ジャクソン自身がロブソンにブランディを紹介したという事実や、ロブソンの不貞行為等を明らかにしてロブソンの信頼性に疑問を投げかけた。これに対しロブソンの代理人は「(ブランディ)ジャクソン氏は実際に性的虐待が起こっている現場に立ち会ったわけではないのだから、彼女の発言は重要ではない」と反論している。 
ジャクソンの伝記作家であるマイク・スモールクームは、1988年から1992年の間にセーフチャックが虐待されたと主張する場所のひとつであるネバーランド内の駅舎は1994年まで存在していなかったことを明らかにした  。監督のリードはこれに対して事実を認めつつ、「事実、(作中で使用された)2枚の駅の写真はジェイムズ(セーフチャック)によって撮影されたものだ」とし、ジャクソンによる性的虐待は1994年以降にも起こったのだという推論を展開。1992年にブレット・バーンズが現れたことで、セーフチャックに対するジャクソンの性的虐待は終わったという主張は作中の重要な転換点であることから、スモールクームは監督が十分な事実確認を行わなかったことに対し「恥ずべきことだ」と非難し、こうした矛盾は主張全体の信用性を失わせるものだと批判している。 
マイケル・ジャクソンの元ボディガード、マット・フィデスは、ドキュメンタリーに反論し、「10年間マイケルの元で仕事をしたが、虐待が行われたとするネバーランドには、全部で100人の警護担当者、150人のスタッフがいて、ジャクソンと少年たちが彼らだけになることなどできなかったはずだ」「スタッフやボディガードたちをスルーして誰かに近づくことなど不可能。ファンたちも我々をスルーしてマイケルに会うために極端な行動に出ることはできない。そして、マイケルが友人や家族や乳母たち、そして多くの取り巻きを引き連れて動いているときに、彼が一人になることもなかった。」とコメントした。

### 著名人の反応

#### 映画への肯定的な意見

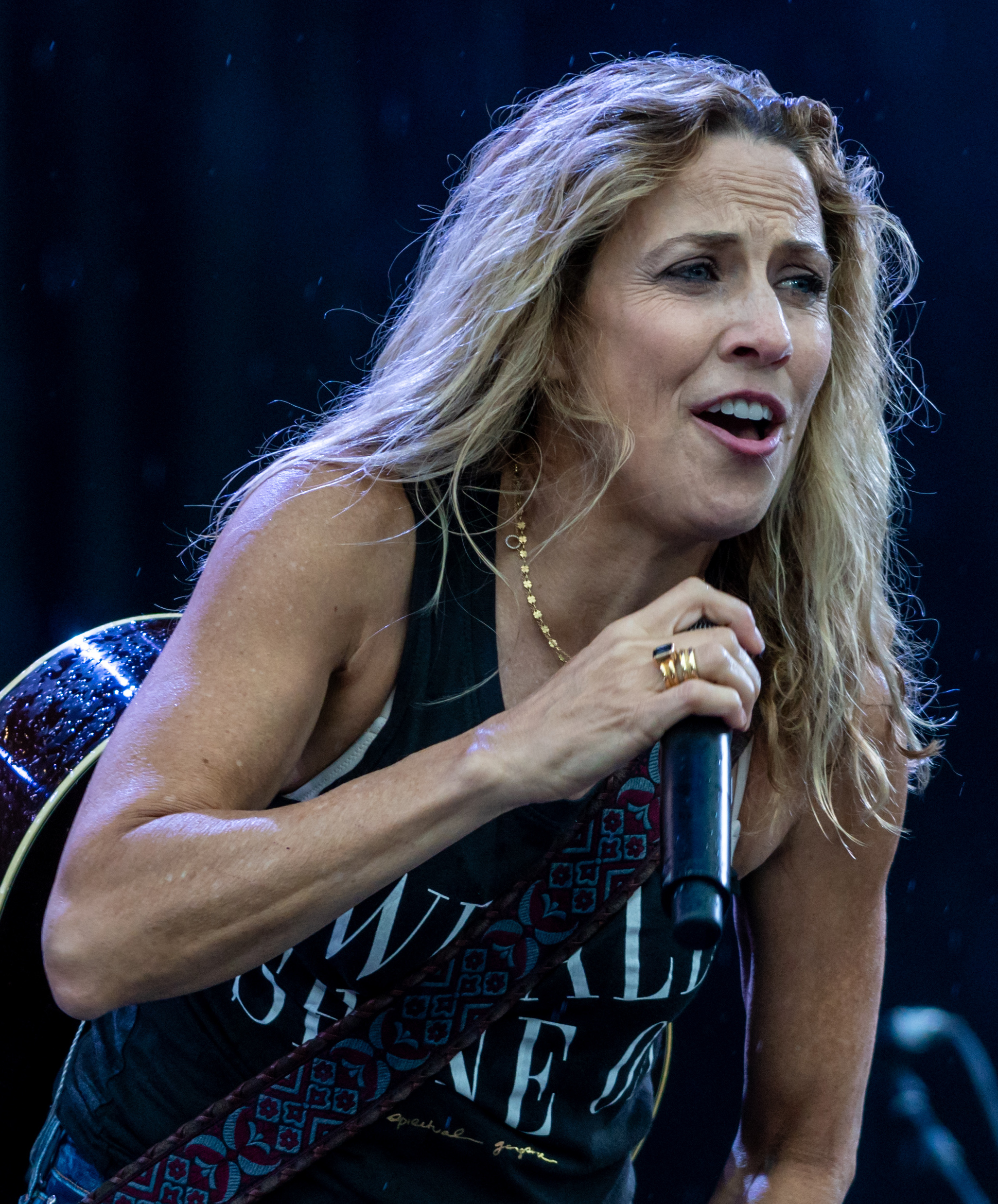
シェリル・クロウ

シェリル・クロウはバックコーラスの一人としてマイケルや告発者の元少年と18か月間ツアーを共にしていたといい、告発者を素晴らしい少年だったとして、告発については「家族の死のようだ」と表現した。そしてマイケルは当時その功績の大きさから周囲から特別扱いされていたとして、それはマイケルのオーラの一部を形成していたとするとともに、「どこか触れられない、宇宙人のような感じだった」と形容。そしてクロウは虐待の現場を直接見たわけではないが「とても哀しいし、多くの人々に怒りを感じる。彼を囲う大きなネットワークがそうさせたんだと思う。これは悲劇だわ」と語り、告発者側の意見に加勢、ジャクソンを断じた。ただしクロウはその後に行われた別のインタビューでドキュメンタリーを観てはいないと話している。

##### 映画への否定的な意見
ジャクソンと子供時代に友好関係があったコリー・フェルドマンは、ジャクソンが『不適切な』振る舞いをしたことが一度だけあったと2005年に証言しているが、それでもジャクソンから性的いたずらをされたことはないと否定している。映画の公開当初、フェルドマンは一方的な内容であると強く非難していたが、その後、自身もハリウッドにおいて性的虐待を受けた経験し被害者の声を代弁する立場にある以上、彼らの主張を完璧には無視するということはできないとして表現を軟化させた。 
イギリスの歌手ボーイ・ジョージは作品について「これが本当に起こったことで、だから私たちは受け入れなければならないと当たり前のように取り扱われている」と懐疑的な感想をもったと語った。また、歌手のマドンナは「私は集団リンチ的精神を持ち合わせていないし、何人も有罪と認められるまで無罪だと私は考えている」「私にも事実でない何千もの告発が投げかけられてきた」とジャクソンを擁護した。

### その他の影響
本作はメディアにおいてジャクソンに対する反発("backlash"、詳しくはCall-out Culture(英語版)を参照)を呼んだが 、ジャクソンの音楽作品の売り上げには顕著な上昇もみられた。 
- アニメ『ザ・シンプソンズ』でジャクソン本人が登場した1991年のエピソード『マイケルがやって来た！(原題: Stark Raving Dad)』が配給から削除[55]
- インディアナポリス子供博物館におけるジャクソンの衣装およびポスターの展示中止[56]
- ファッションブランドルイ・ヴィトンの2019年秋冬コレクションのジャクソンをモチーフとした製品の発売中止[56]

ビルボードによれば、本作がHBOで放送された2019年3月3日から5日の間、ジャクソン5を含むジャクソンの音楽作品売り上げは10%上昇。ストリーミングは前週と比較して6%上昇した。ミュージック・ビデオは2210万回視聴され、前週から約120万人増加。三枚のアルバムがイギリスのiTunesチャートに再ランクインした。